# Есимханов, Сагындык Ольмесекович
Сагындык Ольмесекович Есимханов (род. 24 марта 1959, село Галкина, ныне село Шарбакты Павлодарской области) — казахстанский государственный деятель, экономист, кандидат экономических наук.

## Биография
Родился 24 марта 1959 года в селе Галкино (ныне Шарбактинский район Павлодарской области). В 1981 году окончил Павлодарский индустриальный институт по специальности «инженер-механик». В 1988 году завершил обучение в Высшей комсомольской школе при ЦК ВЛКСМ, а в 1995 году окончил Институт рынка при Казахской государственной академии управления, получив квалификацию экономиста.
В 2005 году защитил кандидатскую диссертацию на тему «Местная бюджетная политика в условиях развития рыночных отношений (на материалах Павлодарской области)».

## Профессиональная деятельность
- 1981-1983 гг. — мастер сборочного цеха завода «Октябрь».
- 1983-1992 гг. — первый секретарь райкома, секретарь парткома, первый секретарь обкома комсомола Павлодарской области.
- 1992-1993 гг. — председатель ассоциации молодых предпринимателей «Асар».
- 1993-1997 гг. — директор Павлодарского филиала ОАО «Казкоммерцбанк».[3]
- 1997-1999 гг. — начальник Павлодарского городского финансового управления, начальник Павлодарского Областной Фин. управления.
- 1999-2005 гг. — депутат Сената Парламента РК, член комитета по экономике, финансам и бюджету[4][5]
- 2006-2007 гг. — советник министра финансов РК.
- 2007-2008 гг. — администратор судов Павлодарской области.
- 2008-2009 гг. — руководитель аппарата акима Актюбинской области.
- 2009-2010 гг. — аким Достыкского сельского округа г. Аксу Павлодарской области.
- 2010-2011 гг. — заместитель начальника ГУ «Управление финансов» Павлодарской области
- 2012-2014 гг. — начальник управления координации занятости и социальных программ области.[6]
- 2015-2016 гг. — директор ТОО «КРЗ-ПВ».
- 2016-2020 гг. — директор ТОО «Өркен қала».[7]

## Общественная деятельность
- 1999-2005 гг. — член постоянной комиссии Межпарламентской ассамблеи по экономике и финансам.
- 1999-2005 гг. — заместитель председателя постоянной комиссии Межпарламентского комитета Республики Беларусь, Республики Казахстан, Кыргызской Республики, Российской Федерации и Республики Таджикистан по экономике и финансам.

## Награды и признания
- 23 июля 1991 г. — знак ЦК ВЛКСМ «За активную работу в комсомоле».
- 3 декабря 2001 г. — юбилейная медаль «Қазақстан Республикасының тәуелсздігіне 10 жыл».
- 7 декабря 2004 г. — орден «Құрмет».
- 25 августа 2005 г. — юбилейная медаль «Қазақстан Конституциясына 10 жыл».
- 17 января 2006 г. — юбилейная медаль «Қазақстан Республикасының Парламентіне 10 жыл».
- 20 июня 2018 г. — юбилейная медаль «Астана 20 жыл».

## Семья
- Женат. Жена: Есимханова Амандык Сагитовна.
- Дети: дочь — Шолпан, сыновья — Азамат и Алишер